# De Hoop (Den Hout)
Korenmolen De Hoop is een ronde stenen beltmolen aan het Ruiterspoor 8 in Den Hout, in de Nederlandse gemeente Oosterhout. De molen is in 1837 gebouwd, tot ongenoegen van de molenaars op drie molens in Oosterhout, die met de komst van een vierde molen hun inkomsten zagen dalen.
Tijdens de Tweede Wereldoorlog werd De Hoop zwaar beschadigd, en in de daaropvolgende jaren verving een elektrische maalderij de molen. De molenberg werd deels afgegraven. In 1975 verkocht de eigenaresse de molen aan de gemeente, die hem in 1985 liet restaureren. In 1995 is De Hoop maalvaardig gemaakt. De molen is voorzien van twee maalkoppels, maar maalt in 2014 al enige jaren niet meer, wel wordt er zeer regelmatig met de molen gedraaid. De maalkoppels hebben een pennetjeswerk.